# 三好信俊
三好 信俊（みよし のぶとし）は、日本の環境官僚。東北大学公共政策大学院教授、国土交通省大臣官房審議官、環境省水・大気環境局長、環境省総合環境政策局長等を歴任した。

## 人物・経歴
兵庫県出身。1980年東京大学法学部卒業、環境庁入庁。1992年外務省在ジュネーブ国際機関日本政府代表部一等書記官（環境条約交渉担当）。2003年東北大学公共政策大学院教授。環境省大臣官房総務課長、環境省大臣官房秘書課長、環境省大臣官房審議官等を経て、2010年国土交通省大臣官房審議官（港湾局・政策統括官付・物流担当）。
2011年環境省大臣官房審議官。2014年環境省水・大気環境局長。2015年環境省総合環境政策局長。2016年退官、SOMPOリスケアマネジメント株式会社顧問、公益財団法人地球環境戦略研究機関政策アドバイザー。2018年から公益財団法人地球環境戦略研究機関専務理事を務め、再生可能エネルギーの利用促進などにあたった。